# جامعة فيرمونت
جامعة فيرمونت (بالإنجليزية: University of Vermont)‏ هي جامعة بحثية عامة. تأسست عام 1791م، وتُعد واحده من أقدم الجامعات الأمريكية.